# Fortalesa de Tovar
La fortalesa de Tovar, també coneguda com a pazo de Tovar, a Canedo, parròquia de Lourenzá, Galícia és una edificació que data aproximadament del segle xiii. En l'actualitat està en estat ruïnós, que conserva alçades totes les seues parets i murs, però amb les teulades i pisos seriosament danyats.
Els primers documents que hi ha sobre aquesta edificació daten de finals del segle xii i es refereixen a ella com Torre de Canedo. En 1530, Antonio de Tovar, parent proper de Pardo de Pela comença a construir una fortalesa sobre la torre amb un caràcter menys defensiu; remodelant aquesta al gust de l'època, amb majors finestres per a atorgar més llum a l'interior, d'acord amb la resta de l'edifici, a més d'altres elements decoratius per a donar més importància al conjunt.
La fortalesa la va heretar Brianda de Tovar y Pimentel, passant el 1548 a ser propietat, per herència, dels Vázquez de Seixas en la persona de Don Fernán, senyor de San Paio de Narla, Condes, Castell de Seixas, i vedats annexos.
A partir d'aquesta data, diferents famílies van viure a la fortalesa al llarg del temps; la major part com arrendataris, arribant en moments a viure més d'una família en l'immoble al mateix temps. Tots aquests inquilins van deixar les seues petjades en l'edifici, sent avui un conjunt de totes elles.